# Organización político-administrativa de León (España)
La ciudad es capital de la provincia de León, y por tanto están ubicados en ella los entes administrativos de ámbito provincial. Por parte del Gobierno de España se ubican la Subdelegación, y la Diputación Provincial. La Junta de Castilla y León, por su parte, gestiona las áreas de educación, sanidad y empleo. Está gobernada por el Ayuntamiento de León, cuyos componentes se eligen cada cuatro años por sufragio universal entre todos los residentes mayores de 18 años empadronados en la ciudad. De acuerdo a la Ley Orgánica del 19 de junio de 1985 del Régimen Electoral General, se eligen 27 concejales.

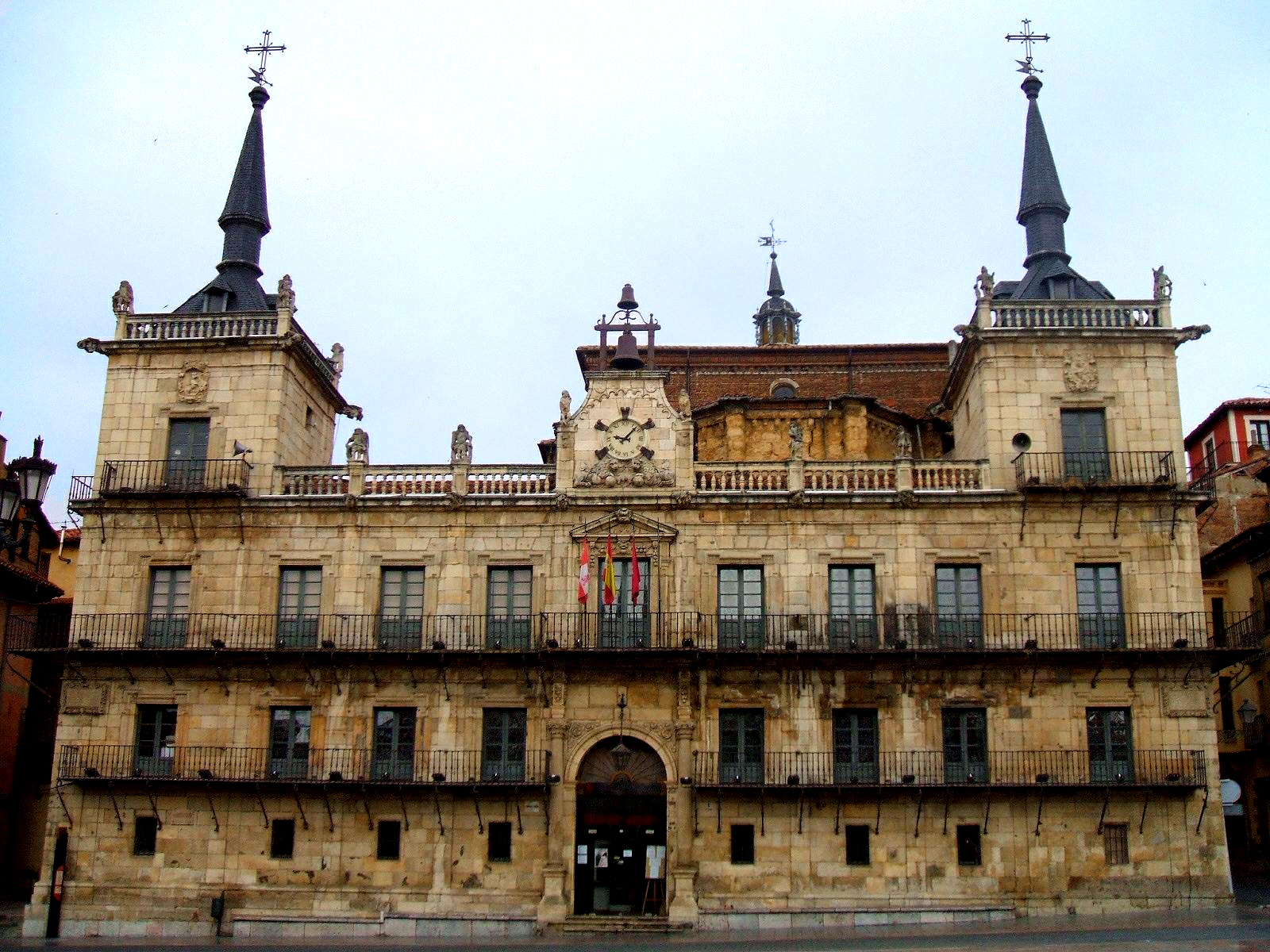
Casa Consistorial de la Plaza Mayor de León.

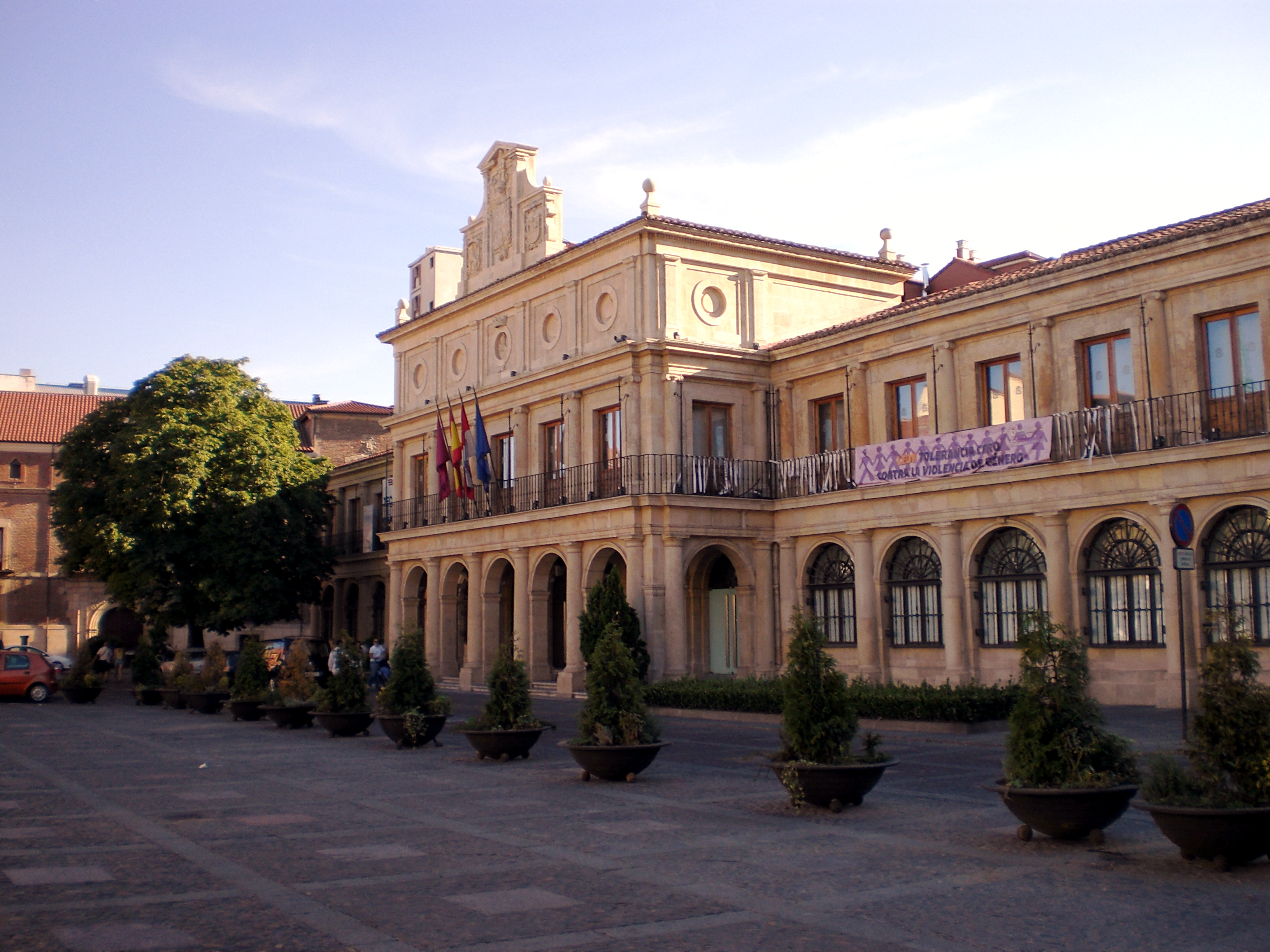
El viejo ayuntamiento de la Plaza de San Marcelo.

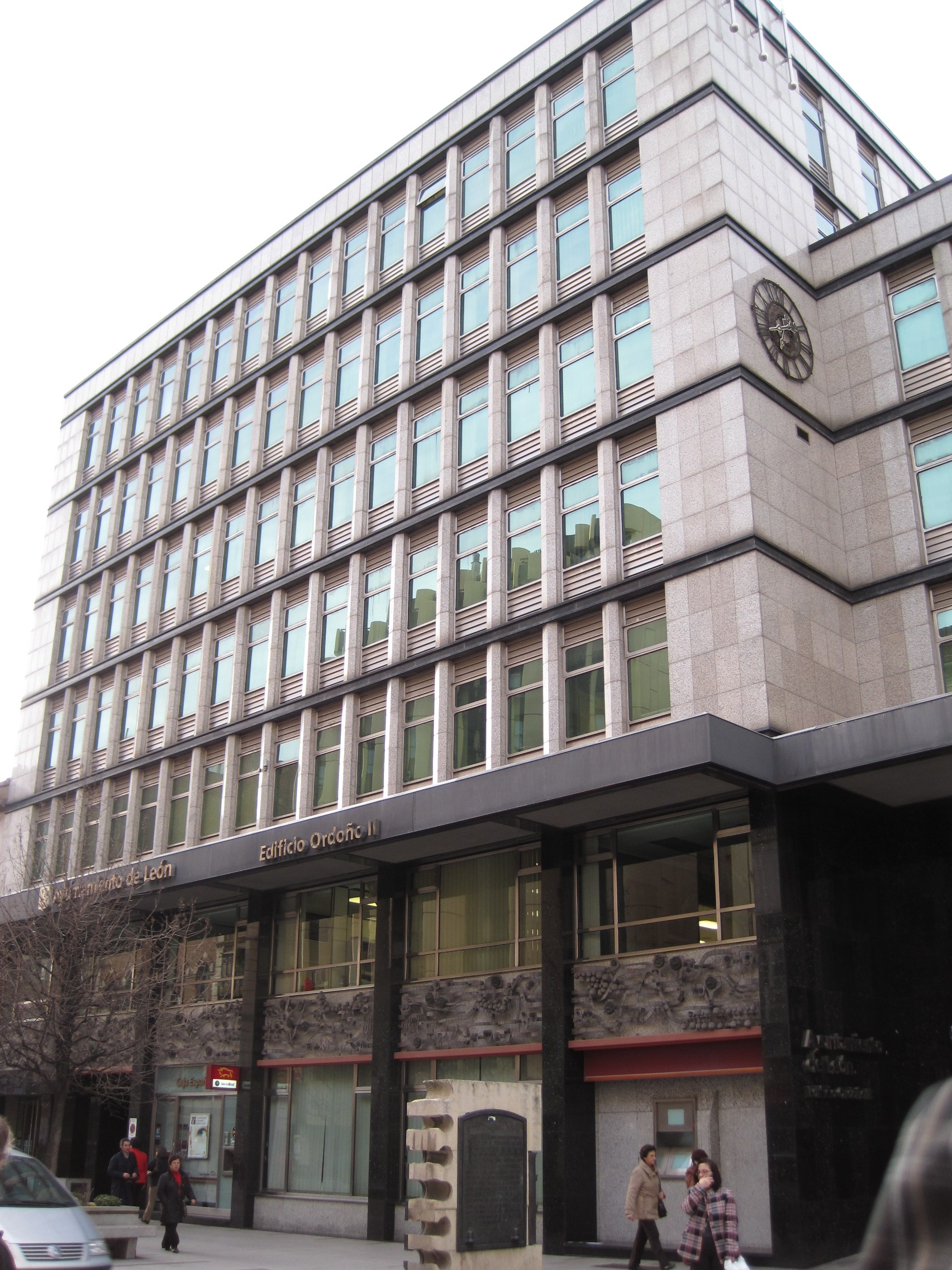
Ayuntamiento de León, en la avenida Ordoño II.

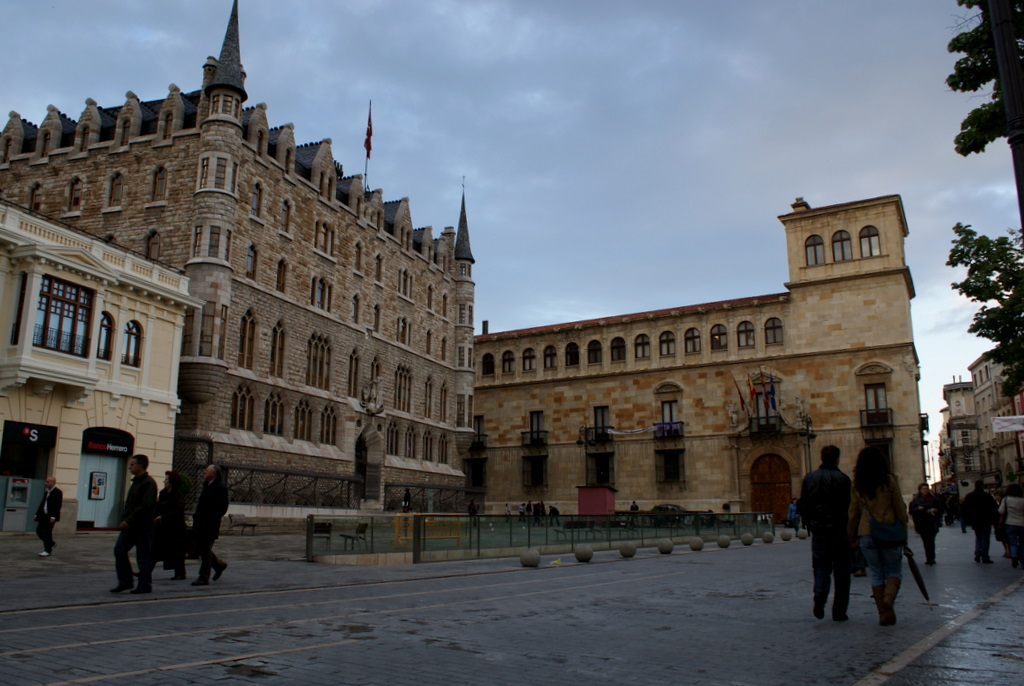
El Palacio de los Guzmanes, sede de la Diputación de León.

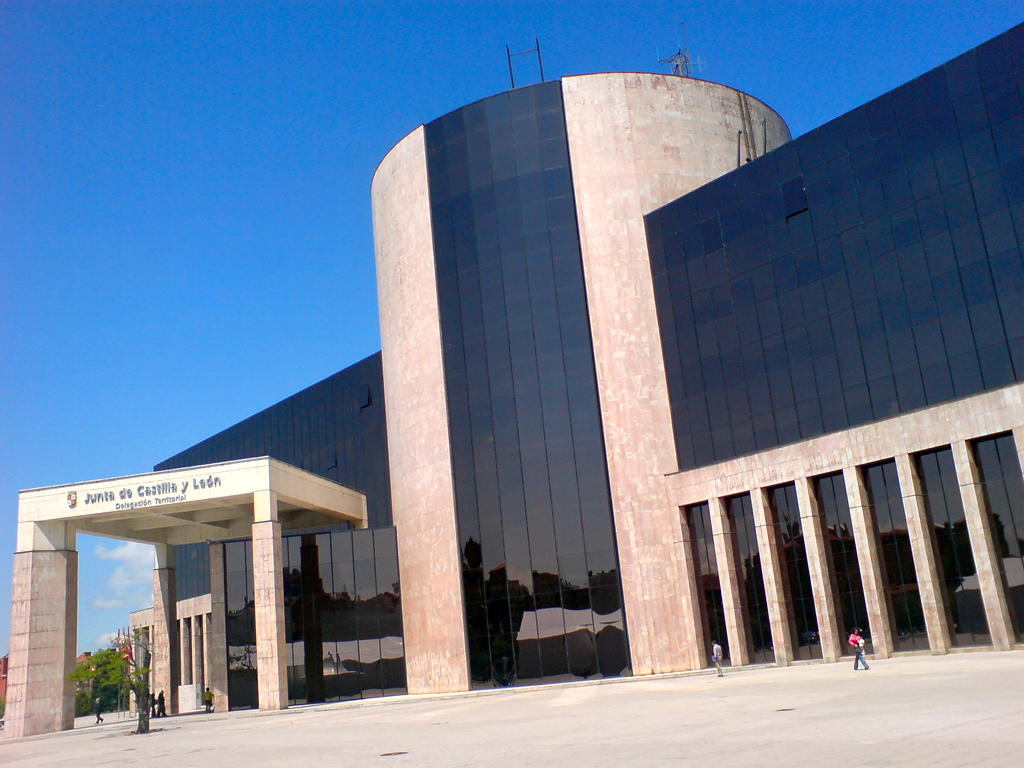
El edificio multiusos de la Junta de Castilla y León.

### Administración municipal
Las primeras elecciones municipales democráticas tras la reinstauración de la democracia en España se celebraron en 1979. Dichas elecciones dieron en un principio el siguiente resultado: 10 concejales para la UCD, 10 concejales para el PSOE, 4 concejales para el PCE y 3 concejales para Coalición Democrática. De este modo, empezó gobernando la ciudad el PSOE, pero 3 meses después de las elecciones, se anularon varias mesas electorales. Aquel hecho dio lugar a que el PCE perdiera un concejal en favor de la UCD, que de esta manera, se alzaría con la alcaldía de la ciudad.
Desde ese año, han gobernado la ciudad: la UCD en sus primeros años y el equipo de gobierno formado por Juan Morano Masa tras la disolución de dicho partido hasta 1987, año en que el denominado Pacto Cívico (AP - PSOE - CDS) comenzara a gobernar la ciudad hasta 1989. Desde entonces ha gobernado en solitario el PP hasta 1999 y en coalición con la UPL durante la legislatura 1999-2003. El año 2003 comenzó a gobernar el PSOE en coalición con la UPL hasta el 2004, en que la ruptura de la coalición y una moción de censura llevaron al PP a gobernar la ciudad en minoría hasta el 2007, año en el que el PSOE volvió a gobernar en coalición con la UPL hasta el 2011, en que el PP consiguió la mayoría absoluta. En las elecciones municipales de 2015 el PP volvió a ser el partido más votado, pero perdió cinco concejales; este año se presentaron por vez primera el partido Ciudadanos y la agrupación Despierta León (Podemos) que obtuvieron respectivamente cuatro y dos concejales.
El Ayuntamiento regula asuntos como por ejemplo la planificación urbanística, los transportes, la recaudación de impuestos municipales, la gestión de la seguridad vial mediante la Policía Local y el mantenimiento de la vía pública (asfaltado, limpieza...) y de los jardines. También es el responsable de la construcción de equipamientos municipales como polideportivos, bibliotecas, centros de servicios sociales y viviendas de protección pública.

## División administrativa
León está dividida administrativamente en barrios, algunos de los cuales, como La Sal, El Crucero o Pinilla no pertenecen totalmente al municipio de León, ya que parte de ellos pertenecen a San Andrés del Rabanedo. En cambio, otros como Paraíso-Cantinas están totalmente dentro de este último municipio aunque forman parte de la ciudad de León. En resumen el término municipal de León tiene 24 barrios y tres pedanías
Por otra parte, en el municipio, además de la cabecera, se encuentran las localidades de Armunia, Oteruelo de la Valdoncina y Trobajo del Cerecedo.

## Elecciones municipales

### 1979
En las elecciones municipales que tuvieron lugar el 3 de abril de 1979, cuatro candidaturas consiguieron representación parlamentaria: Unión de Centro Democrático, el Partido Socialista Obrero Español, el Partido Comunista de España y Coalición Democrática.
Gregorio Pérez de Lera, del PSOE fue investido alcalde de León con el apoyo del PCE. Sin embargo, tras una impugnación de los resultados electorales y un recuento de votos producido por una serie de irregularidades en Armunia, el PCE perdió un concejal que ganó CD. Esto permitió a Juan Morano, que encabezaba la lista de UCD, ser proclamado alcalde de León en octubre de 1979, relevando a Pérez de Lera.
A continuación, se muestra la tabla con los resultados obtenidos tras las elecciones municipales, antes del recuento de votos.
| Elecciones de 1979                       |        |       |            |
| Partido                                  | Votos  | %     | Concejales |
| Unión de Centro Democrático (UCD)        | 17 696 | 34,57 | 10         |
| Partido Socialista Obrero Español (PSOE) | 16 991 | 33,20 | 10         |
| Partido Comunista de España (PCE)        | 7023   | 13,72 | 4 (3)      |
| Coalición Democrática (CD)               | 6775   | 13,24 | 3 (4)      |
| Partido Ruralista Español                | 2090   | 4,08  | 0          |
| Partido del Trabajo de España (PTE)      | 609    | 1,19  | 0          |

### 1983
En las elecciones municipales de 1983 tres candidaturas consiguieron representación parlamentaria: el Partido Socialista Obrero Español con 23 912 votos, la Agrupación de Electores Independientes de León encabezada por Juan Morano con 23 596 votos y Coalición Popular con 12 324 votos.
El resto de partidos, por orden de votos recibidos fueron el Partido Comunista de España con 1686, el Partido Regionalista del País Leonés con 987 y el Centro Democrático y Social con 645.
| Elecciones de 1983                             |        |       |            |      |
| Partido                                        | Votos  | %     | Concejales | Dif. |
| Partido Socialista Obrero Español (PSOE)       | 23 912 | 37,87 | 11         | +1   |
| Agrupación de Electores Independientes de León | 23 596 | 37,37 | 11         | +1a  |
| Coalición Popular (AP-PDP-UL)                  | 12 324 | 19,52 | 5          | +1b  |
| Partido Comunista de España (PCE)              | 1686   | 2,67  | 0          | -3   |
| Partido Regionalista del País Leonés (PREPAL)  | 987    | 1,56  | 0          |      |
| Centro Democrático y Social (CDS)              | 645    | 1,02  | 0          |      |

a Con respecto a los concejales obtenidos por UCD en 1979, cuya lista también encabezó Juan Morano.
b Con respecto a los concejales obtenidos por CD en 1979.
Aunque ganó el PSOE, un pacto entre la Agrupación de Electores Independientes de León y AP-PDP-UL permitió a Juan Morano seguir gobernando la ciudad.

### 1987
En las elecciones municipales de 1987 cuatro candidaturas consiguieron representación parlamentaria: la Agrupación de Electores Independientes de León encabezada por Juan Morano con 26 108 votos, el Partido Socialista Obrero Español con 20 553 votos, Alianza Popular con 10 210 votos y el Centro Democrático y Social con 5466 votos.
El resto de partidos, por orden de votos recibidos fueron IU con 2206, el Partido de Unión Leonesista con 1362, Partido Demócrata Popular con 1055, Partido Liberal con 428, Partido de los Trabajadores de España-Unidad Comunista con 266 y Plataforma Humanista con 145.
| Elecciones de 1987                             |        |       |            |      |
| Partido                                        | Votos  | %     | Concejales | Dif. |
| Agrupación de Electores Independientes de León | 26 108 | 37,99 | 12         | +1   |
| Partido Socialista Obrero Español (PSOE)       | 20 553 | 29,91 | 9          | -2   |
| Alianza Popular (AP)                           | 10 210 | 14,86 | 4          | -1a  |
| Centro Democrático y Social (CDS)              | 5466   | 7,95  | 2          | +2   |
| Izquierda Unida (IU-CyL)                       | 2206   | 3,21  | 0          | =b   |
| Partido de Unión Leonesista (UNLE)             | 1362   | 1,98  | 0          |      |
| Partido Demócrata Popular (PDP)                | 1055   | 1,54  | 0          |      |
| Otros                                          | 839    | 1,22  |            |      |

a Con respecto a los concejales obtenidos por Coalición Popular en 1983.
b Con respecto a los resultados obtenidos por el PCE en 1983.
Esta vez ganó la Agrupación de Electores Independientes de León encabezada por Juan Morano. Sin embargo, una coalición entre el PSOE, AP y el CDS, conocida como Pacto Cívico, le desbancó y posibilitó que José Luis Díez Villarig y más tarde Luis Diego Polo, ambos de AP, lograran la alcaldía de la ciudad. No obstante, en 1989 Morano recuperaría la alcaldía de León.

### 1991
En las elecciones municipales de 1991 cuatro partidos consiguieron representación parlamentaria: el Partido Popular con 24 944 votos, el Partido Socialista Obrero Español con 18 857 votos, la Unión del Pueblo Leonés con 6236 votos e Izquierda Unida con 3168 votos.
El resto de partidos, por orden de votos recibidos fueron el CDS con 2799, la UPI con 2540, LV con 1024 y MFE con 228.
| Elecciones de 1991                       |        |       |            |      |
| Partido                                  | Votos  | %     | Concejales | Dif. |
| Partido Popular (PP)                     | 24 944 | 40,20 | 13         | +9a  |
| Partido Socialista Obrero Español (PSOE) | 18 857 | 30,39 | 10         | +1   |
| Unión del Pueblo Leonés (UPL)            | 6236   | 10,05 | 3          | +3   |
| Izquierda Unida (IU-CyL)                 | 3168   | 5,11  | 1          | +1   |
| Centro Democrático y Social (CDS)        | 2799   | 4,51  | 0          | -2   |
| Unión Progresista Independiente (UPI)    | 2540   | 4,09  | 0          |      |
| Otros                                    | 1252   | 2,02  |            |      |

a Con respecto a los concejales obtenidos por AP en 1987.
Juan Morano continuó siendo alcalde de León tras encabezar la lista del Partido Popular y conseguir el apoyo de Unión del Pueblo Leonés.

### 1995
En las elecciones municipales de 1995 cuatro partidos consiguieron representación parlamentaria: el Partido Popular con 35 712 votos, el Partido Socialista Obrero Español con 17 130 votos, la Unión del Pueblo Leonés con 16 888 votos e Izquierda Unida con 5051 votos.
El resto de partidos, por orden de votos recibidos fueron IPL con 1360, el PREPAL con 223, el PH con 98 y el PB con 49.
| Elecciones de 1995                       |        |       |            |      |
| Partido                                  | Votos  | %     | Concejales | Dif. |
| Partido Popular (PP)                     | 35 712 | 45,47 | 14         | +1   |
| Partido Socialista Obrero Español (PSOE) | 17 130 | 21,81 | 6          | -4   |
| Unión del Pueblo Leonés (UPL)            | 16 888 | 21,50 | 6          | +3   |
| Izquierda Unida (IU-CyL)                 | 5051   | 6,43  | 1          | =    |
| Independientes por León (IPL)            | 1360   | 1,73  | 0          |      |
| Otros                                    | 370    | 0,46  |            |      |

### 1999
En las elecciones municipales de 1999 sólo tres partidos consiguieron representación parlamentaria: el Partido Popular con 31 191 votos, el Partido Socialista Obrero Español con 17 248 votos y la Unión del Pueblo Leonés con 16 202 votos.
El resto de partidos, por orden de votos recibidos fueron Izquierda Unida con 2549, el CDS con 440, el PADE con 131, FE con 108, el PH con 91 y DN con 85.
| Elecciones de 1999                       |        |       |            |      |
| Partido                                  | Votos  | %     | Concejales | Dif. |
| Partido Popular (PP)                     | 31 191 | 44,24 | 13         | -1   |
| Partido Socialista Obrero Español (PSOE) | 17 248 | 24,46 | 7          | +1   |
| Unión del Pueblo Leonés (UPL)            | 16 202 | 22,98 | 7          | +1   |
| Izquierda Unida (IU-CyL)                 | 2549   | 3,61  | 0          | -1   |
| Otros                                    | 855    | 1,21  |            |      |

### 2003
En las elecciones municipales de 2003 se presentaron en la ciudad 10 partidos políticos, de los que sólo tres consiguieron representación parlamentaria: el Partido Popular con 29 788 votos (logrando una mayoría relativa, a dos concejales de la mayoría absoluta), el Partido Socialista Obrero Español con 26 493 votos y la Unión del Pueblo Leonés con 14 889 votos.
El resto de partidos, por orden de votos recibidos fueron Izquierda Unida con 2006, CIULE con 1296, Los Verdes con 700, Izquierda Republicana con 167, FE/La Falange con 90, PREPAL con 80 y Falange Española Independiente - Falange 2000 con 43 votos.
| Elecciones de 2003                       |        |       |            |      |
| Partido                                  | Votos  | %     | Concejales | Dif. |
| Partido Popular (PP)                     | 29 788 | 38,50 | 12         | -1   |
| Partido Socialista Obrero Español (PSOE) | 26 493 | 34,24 | 10         | +3   |
| Unión del Pueblo Leonés (UPL)            | 14 889 | 19,24 | 5          | -2   |
| Izquierda Unida (IU-CyL)                 | 2006   | 2,59  | 0          | =    |
| Otros                                    | 2374   | 3,10  |            |      |

Tras la celebración de las mismas, un pacto de Gobierno entre los concejales del PSOE y de la UPL llevó a la alcaldía al socialista Francisco Fernández, colocando al tiempo como teniente de alcalde al por entonces portavoz leonesista José María Rodríguez de Francisco. Sin embargo, apenas un año después, y tras el congreso de la Unión del Pueblo Leonés celebrado en Astorga, dos de los concejales leonesistas del Ayuntamiento de León, el propio De Francisco (uno de los fundadores de la formación política) y Covadonga Soto, abandonaron el partido pero no sus actas de concejales. 
A consecuencia de esta nueva situación, ambos concejales fueron apartados del gobierno municipal convirtiéndose en tránsfugas y apoyando al Partido Popular. Tras ello, el 3 de diciembre de 2004 el consistorio leonés cambió de signo político: el equipo de gobierno socialista-leonesista fue sustituido por otro del Partido Popular, presidido por Mario Amilivia, que llevó de nuevo a De Francisco a ser teniente de alcalde y concejal de deportes.
La moción de censura celebrada ese día en el edificio de San Marcelo se vivió entre fuertes medidas de seguridad, ya que la noticia tuvo alcance nacional: el debate llegó a las Cortes españolas ya que el PSOE acusó al PP de romper el Pacto Antitransfuguismo, que pretendía evitar giros en la política apoyándose en cargos electos que hubieran sido expulsados o hubieran abandonado la formación con la que lograron su cargo. Al mismo tiempo, y mientras en el Ayuntamiento se votaba la moción, unos 2500 leoneses se manifestaban ante él acusando a De Francisco de "chaquetero".
El pacto se mantuvo hasta el final de la legislatura, ya que los concejales tránsfugas fundaron un nuevo partido leonesista, denominado Partido Autonomista Leonés - Unidad Leonesista, tras tratar de recuperar las siglas de la Unión del Pueblo Leonés, partido del que De Francisco fue uno de los fundadores.

### 2007
En las elecciones municipales de 2007 se presentaron en la ciudad 14 partidos políticos, de los que sólo tres consiguieron representación parlamentaria: el PSOE con 32 292 votos, el PP con 27 472 votos y la UPL con 7925 votos.
El resto de partidos, por orden de votos recibidos fueron el PAL-UL con 1735, IU-Los Verdes con 1035, LVE con 329, el PACMA con 171, PREPAL con 123, Izquierda Republicana con 112, Partido del Progreso de Ciudades de Castilla y León con 87, FE/La Falange con 85, Falange Española de las JONS con 70, Democracia Nacional con 37 y Partido de El Bierzo con 29.
| Elecciones de 2007                                      |        |       |            |      |
| Partido                                                 | Votos  | %     | Concejales | Dif. |
| Partido Socialista Obrero Español (PSOE)                | 32 292 | 44,17 | 13         | +3   |
| Partido Popular (PP)                                    | 27 472 | 37,57 | 11         | -1   |
| Unión del Pueblo Leonés (UPL)                           | 7925   | 10,84 | 3          | -2   |
| Partido Autonomista Leonés - Unidad Leonesista (PAL-UL) | 1735   | 2,37  | 0          | =    |
| Izquierda Unida - Los Verdes (IU-LV CyL)                | 1035   | 1,42  | 0          | =    |
| Otros                                                   | 1026   | 1,28  |            |      |

La Alcaldía de León, una de las más emblemáticas por su relación con el presidente del gobierno José Luis Rodríguez Zapatero, la ganó el PSOE, con trece concejales, una cifra histórica para este partido, que no había vuelto a ser la fuerza más votada del Ayuntamiento desde las elecciones municipales de 1983. El PP perdió dos concejales, quedándose con once. Finalmente la UPL, afectada por la escisión del PAL-UL, consiguió tres concejales, frente a los cinco que consiguió en los anteriores comicios; sin embargo la UPL fue quien decidió qué partido debía gobernar en el Ayuntamiento de León, pues la mayoría del PSOE no era absoluta. El PAL-UL e Izquierda Unida no consiguieron representación alguna en el Ayuntamiento.
Tras un pacto de marcado carácter leonesista, el PSOE, con Francisco Fernández a la cabeza, pasó a gobernar la ciudad durante los siguientes cuatro años.

### 2011
Las elecciones municipales de 2011 supusieron la toma de poder del Partido Popular por mayoría absoluta, con quince concejales frente a los diez del Partido Socialista Obrero Español y los dos de la Unión del Pueblo Leonés. En total catorce partidos presentaron candidatura. Emilio Gutiérrez fue nombrado alcalde tras pedir el cese de su puesto como  responsable de Planificación Educativa en el gobierno autonómico de Castilla y León.
| Elecciones de 2011                                      |        |       |            |      |
| Partido                                                 | Votos  | %     | Concejales | Dif. |
| Partido Popular (PP)                                    | 29 932 | 44,61 | 15         | +4   |
| Partido Socialista Obrero Español (PSOE)                | 20 786 | 30,99 | 10         | -3   |
| Unión del Pueblo Leonés (UPL)                           | 4615   | 6,88  | 2          | -1   |
| Izquierda Unida - Los Verdes (IU-LV CyL)                | 2793   | 4,16  | 0          | =    |
| Unión Progreso y Democracia (UPyD)                      | 2113   | 3,15  | 0          |      |
| Partido Autonomista Leonés - Unidad Leonesista (PAL-UL) | 1581   | 2,36  | 0          | =    |
| Otros                                                   | 2750   | 4,04  | 0          |      |

### 2015
Un total de quince candidaturas se presentaron a las elecciones del  24 de mayo de 2015. Antonio Silván encabezó la lista del Partido Popular y José Antonio Díez Díaz la del Partido Socialista Obrero Español. Unión del Pueblo Leonés presentó a Eduardo López Sendino y el Partido Autonomista Leonés - Unidad Leonesista a Miguel Ángel Cano. Unión Progreso y Democracia presentó a Graciano Ramos y la plataforma ciudadana León en Común, vinculada a Izquierda Unida, a María Victoria Rodríguez. Óscar Fuentes fue el cabeza de lista de la agrupación de electores León Despierta, vinculada a Podemos, y que se presentó por primera vez en la capital leonesa, al igual que Ciudadanos, que presentó a Gemma Villarroel.
El PP fue la formación más votada, aunque perdió cinco concejales y no obtuvo la mayoría absoluta. Con el apoyo de los cuatro concejales de Ciudadanos, Antonio Silván fue investido alcalde. El PSOE obtuvo ocho concejales, y las agrupaciones León Despierta y León en Común, consiguieron dos cada una. UPL solo logró uno. Los siguientes partidos más votados fueron, en orden, PAL-UL, UPyD, PACMA, Equo, Vox, PCPE, DN, PREPAL y PP.CC.AL.
| Elecciones de 2015                                      |        |       |            |      |
| Partido                                                 | Votos  | %     | Concejales | Dif. |
| Partido Popular (PP)                                    | 20 314 | 31,76 | 10         | -5   |
| Partido Socialista Obrero Español (PSOE)                | 15 833 | 24,75 | 8          | -2   |
| Ciudadanos (Cs)                                         | 8489   | 13,27 | 4          | +4   |
| León Despierta (Podemos)                                | 5227   | 8,17  | 2          | +2   |
| León en Común (Izquierda Unida)                         | 4538   | 7,1   | 2          | +2   |
| Unión del Pueblo Leonés (UPL)                           | 3391   | 5,3   | 1          | -1   |
| Partido Autonomista Leonés - Unidad Leonesista (PAL-UL) | 1182   | 1,85  | 0          | =    |
| Otros                                                   | 3525   | 5,51  | 0          |      |

### 2019
En las elecciones municipales de 2019 se presentaron en la ciudad 12 partidos políticos, de los que cinco consiguieron representación: el PSOE con 20 771 votos, el PP con 19 083, Ciudadanos con 9013 votos, la UPL con 6069 votos y la coalición Podemos-Equo con 3447 votos.
Los siguientes partidos más votados fueron, en orden, Vox, Izquierda Unida, Actúa, Gobierno del pueblo, PREPAL, PCTE y Contigo Somos Democracia.
Debido a un error en el recuento de los votos, la investidura del nuevo alcalde de León José Antonio Díez Díaz se retrasó hasta el 5 de julio de 2019 (y no el 15 de junio) mientras se resolvían los recursos judiciales que derivaron.
| Elecciones de 2019                       |        |       |            |      |
| Partido                                  | Votos  | %     | Concejales | Dif. |
| Partido Socialista Obrero Español (PSOE) | 20 771 | 31,98 | 10         | +2   |
| Partido Popular (PP)                     | 19 083 | 29,38 | 9          | -1   |
| Ciudadanos (Cs)                          | 9013   | 13,88 | 4          | =    |
| Unión del Pueblo Leonés (UPL)            | 6069   | 9,34  | 3          | +2   |
| Podemos-Equo                             | 3447   | 5,31  | 1          | -1a  |
| Otros                                    | 5423   | 8,35  | 0          |      |

a Con respecto a los concejales obtenidos por León Despierta (Podemos) en 2015.

## Administración judicial

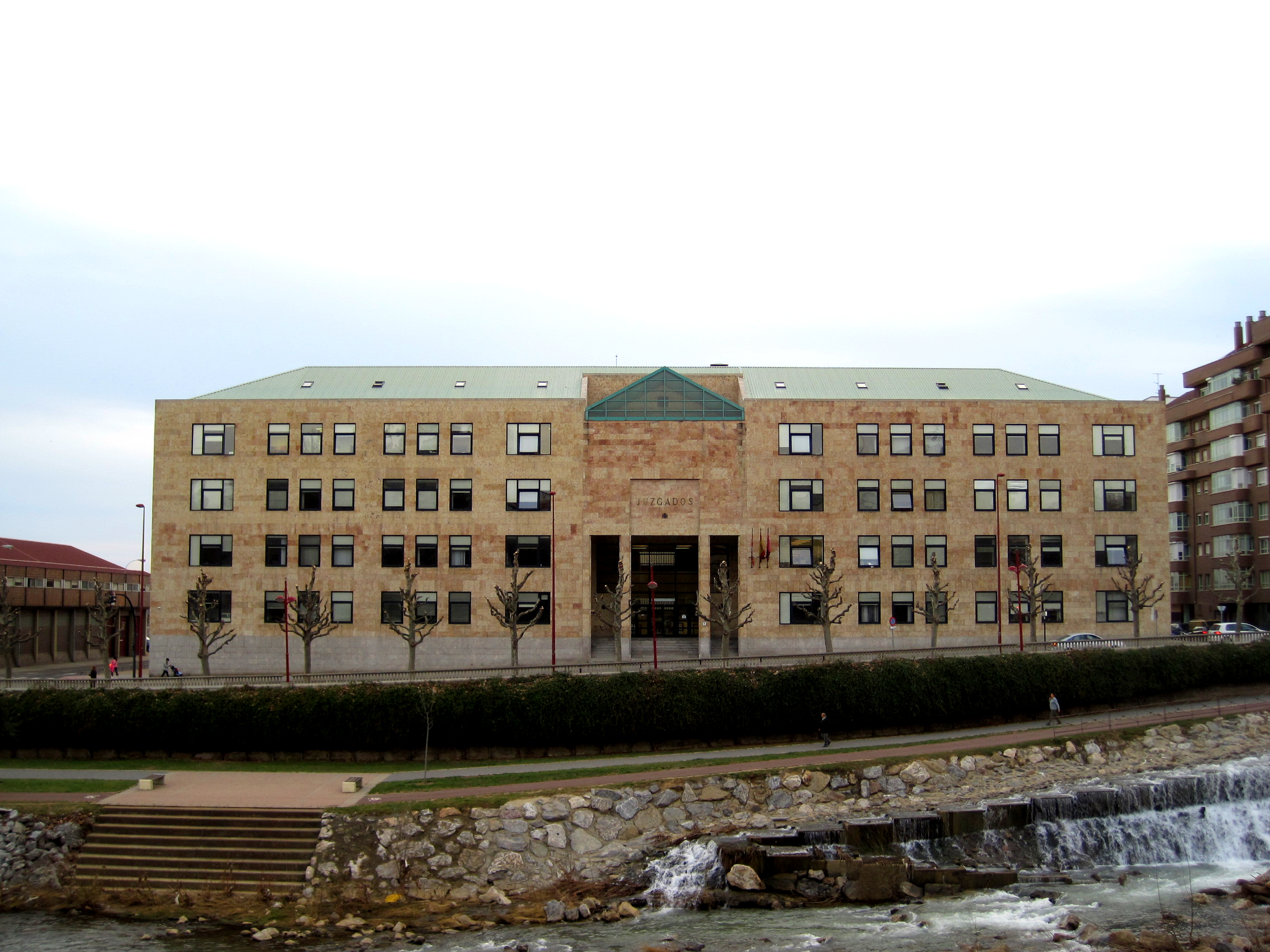
Juzgados de León.

León es sede de la Audiencia Provincial y cabeza del Partido Judicial número 2 de la provincia de León, cuya demarcación comprende a la ciudad y a otros municipios de las comarcas limítrofes. El conjunto de organismos judiciales es el siguiente:
- Audiencia Provincial:
  - Secciones civiles (2): 2 presidentes y 4 magistrados
  - Sección penal (1): 1 presidente y 3 magistrados.
- Juzgados:
  - Juzgados de primera instancia: 10.
  - Juzgados de instrucción: 5.
  - Juzgados de lo social: 3.
  - Juzgados de lo contencioso-administrativo: 3.
  - Juzgados de lo penal: 2.
  - Juzgado de vigilancia penitenciaria.
  - Juzgado de menores.

## Administración eclesiástica
La ciudad es la sede de la diócesis católica de León, la cual abarca las zonas norte y este de la provincia de León, y es sufragánea de la archidiócesis de Oviedo. La ciudad posee además una mezquita musulmana en el barrio del Crucero.